# Черемушки (Краснопільський район)
Черемушки, — колишнє село в Україні, у Краснопільському районі Сумської області. Підпорядковувалось Мезенівській сільській раді.
До 1967 року називалося Пролетарське. 1983 року в селі проживало 70 людей. Рішенням Сумської обласної ради зняте з обліку 2007 року.

## Географічне розташування
Село знаходилося на відстані 5-6 км від річок Дернова та Пожня, за 3,5 км розташоване село Славгород.Поруч із селом знаходяться ліси, колишня вівцеферма.